# ボリス・パンキン

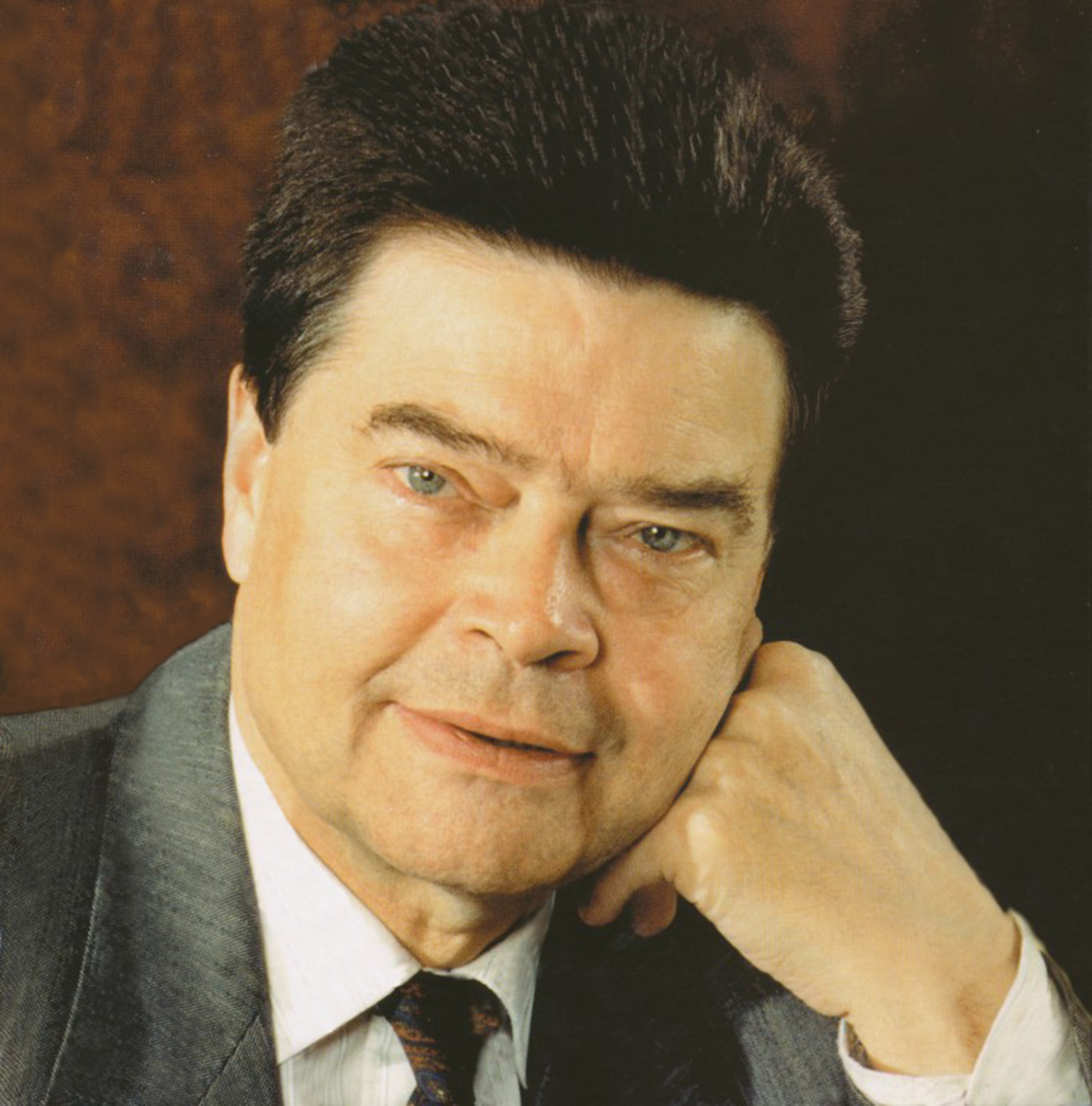
ボリス・パンキン

ボリス・ドミトリエヴィッチ・パンキン（Борис Дмитриевич Панкин, Boris Pankin, 1931年2月20日 - ）は、ソビエト連邦及びロシアの外交官、政治家。1991年ソビエト連邦崩壊直前に短期間、外務大臣を務めた。
キルギス共和国の首都ビシュケク出身。ソ連外務省に入り、職業外交官として活躍する。1991年駐チェコスロバキア大使として赴任中にソ連8月クーデターが発生する。多くのソ連外交官が日和見を決め込んだ中、パンキンは国家非常事態委員会の行為をクーデターと非難し、ゴルバチョフの救出を要求した。こうした剛直な態度が事件後評価され、解任されたアレクサンドル・ベススメルトヌイフの後任としてソ連外相に就任した。しかしクーデター以後、ソ連崩壊を食い止めようとするゴルバチョフにとって、パンキンの政治手腕はソ連外交を主導するためには余りにも不安かつ未熟だったため、再びシェワルナゼが外相に復帰し、パンキンはイギリス大使に転出し、1994年まで務めた。